# (6144) Kondojiro
(6144) Kondojiro – planetoida okrążająca Słońce po nietypowej orbicie.

## Odkrycie
Została odkryta 14 marca 1994 roku w obserwatorium Kitami przez Kina Endate i Kazurō Watanabe. Nazwa planetoidy pochodzi od Jiro Kondo (ur. 1951), japońskiego astronoma amatora, profesora egiptologii na Uniwersytecie Waseda. Przed nadaniem nazwy planetoida nosiła oznaczenie (6144) 1994 EQ3.

## Orbita
(6144) Kondojiro okrąża Słońce w ciągu 10,38 lat w średniej odległości 4,76 j.a. Mimośród jej orbity wynosi 0,36. W swoim obiegu w peryhelium wynoszącym 3,03 j.a. krąży wewnątrz pasa głównego planetoid, a w aphelium (6,48 j.a.) znajduje się znacznie dalej niż Jowisz. Jest to pierwsza odkryta planetoida poruszająca się po tak nietypowej orbicie.